# 1937 (szám)
Az 1937 (római számmal: MCMXXXVII) az 1936 és 1938 között található természetes szám.

## A matematikában
A tízes számrendszerbeli 1937-es a kettes számrendszerben 11110010001, a nyolcas számrendszerben 3621, a tizenhatos számrendszerben 791 alakban írható fel.
Az 1937 páratlan szám, összetett szám, félprím. Kanonikus alakja 131 · 1491, normálalakban az 1,937 · 103 szorzattal írható fel. Négy osztója van a természetes számok halmazán, ezek növekvő sorrendben: 1, 13, 149 és 1937.
Felírható hét egymást követő prímszám összegeként: 1937 = 269 + 271 + 277 + 281 + 283 + 293.
Az 1937 harmincöt szám valódiosztóösszeg-függvényeként áll elő, ezek közül a legkisebb a 2775.